# Seven (Winger)
Seven è il settimo album in studio del gruppo musicale  Winger, pubblicato dalla Frontiers Records il 5 maggio 2023.

## Tracce
1. Proud Desperado – 3:50 (Winger, Beach, Desmond Child)
2. Heaven's Falling – 5:15
3. Tears of Blood – 5:04
4. Resurrect Me – 4:11
5. Voodoo Fire – 3:59 (Winger)
6. Broken Glass – 6:52
7. It's Okay – 4:13
8. Stick the Knife in and Twist – 3:32 (Winger, Beach, Grant Van Dijk)
9. One Light to Burn – 4:13 (Winger, John Roth)
10. Do or Die – 3:54 (Winger)
11. Time Bomb – 4:20
12. It All Comes Back Around – 7:29 (Winger)

Traccia bonus nell'edizione giapponese
1. Proud Desperado (Acoustic) – 3:57 (Winger, Beach, Child)

## Formazione

### Gruppo
- Kip Winger – voce, basso, chitarra acustica, tastiere
- Reb Beach – chitarra, cori
- Rod Morgenstein – batteria
- John Roth – chitarra, cori
- Paul Taylor – chitarra ritmica, tastiere, cori

Altri musicisti
- Dave Hoffis – cori
- Cenk Eroglu – suoni aggiuntivi
- Tracy Silverman – violino, viola in "Proud Desperado (Acoustic)"
- Robby Rothschild – percussioni in "Proud Desperado (Acoustic)"
- Steven Schumann – violoncello in "Proud Desperado (Acoustic)"
- JoJo Moore, Isla Lutito, Milly Mason, Alice Dominguez, Celia Dominguez – coro delle voci bianche su "Proud Desperado (Acoustic)"

### Produzione
- Kip Winger – produzione, Ingegnerizzazione
- Justin Cortelou –  ingegnerizzazione, missaggio
- Ted Jensen – tecnico del suono, Mastering
- John Painter – Ingegnerizzazione su "Proud Desperado (Acoustic)"